# Richard de Verdun
Richard de Verdun est un enlumineur actif à Paris entre 1288 et 1327. Il a été un collaborateur de son beau-père Maître Honoré. Plusieurs l'identifient à l'artiste désigné par convention sous le nom de Maître de Papeleu.

## Éléments biographiques et stylistiques
Plusieurs documents renseignent sur la vie de Richard de Verdun. Il est le témoin en 1288 de la vente d'un manuscrit des Décrétales de Gratien par son beau-père Maître Honoré, installé alors rue Erembourg de Brie à Paris. Il est mentionné comme son associé en 1292 sur les rôles de taille. En 1296, il est désormais mentionné comme un enlumineur indépendant, de l'autre côté de la même rue. Il est signalé de nouveau dans les rôles de 1297, 1299 et 1300. Il est encore mentionné en 1318 dans un paiement pour trois grands antiphonaires destinés à la Sainte-Chapelle. Il collabore alors avec un associé du nom de Jean de La Mare. En 1327, Charles IV le Bel commande à Richard de Verdun une bible qui a été identifiée à la bible historiale complétée copiée par Jean de Papeleu (BNF Fr.157). Cette mention permet raisonnablement d'identifier le Maître de la Bible de Jean de Papeleu comme étant Richard de Verdun. 
Son nom indique qu'il a sans doute des origines lorraines et certains manuscrits de l'atelier de Maître Honoré présentent des parentés avec les manuscrits produits à la même époque dans cette région. C'est le cas entre le Bréviaire de Philippe le Bel et le bréviaire de Renaud de Bar (BM Verdun, Ms.107). Son style, tout en reprenant les canons de l'enluminure de son époque, possède des caractéristiques comme des personnages grands et élancés, des visages de petite taille parfois mangés par leur coiffure, des plis de vêtements souples.

## Œuvres attribuées

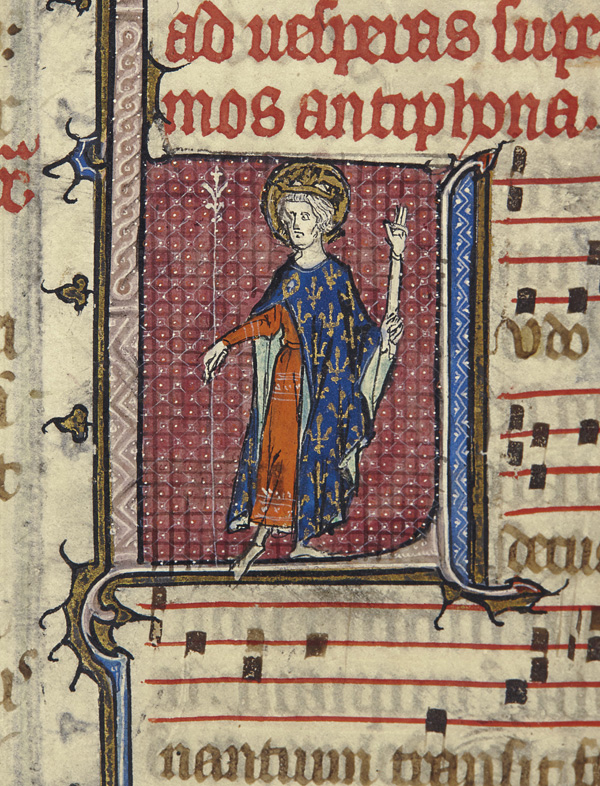
Miniature du Bréviaire royal de Saint-Louis de Poissy.

- Recueil de pièces versifiées en ancien français, vers 1282-1292, Bibliothèque de l'Arsenal, ms.3142
- Bréviaire royal de Saint-Louis de Poissy, BNF, 1310-1315
- Bestiaire d'Amour et Trésor de Brunetto Lattini, vers 1310-1330, Bibliothèque de Genève, Coll. Comites Latentes 179
- Missel à l'usage de Paris, vers 1315, BNF, Lat.861
- Bible historiale complétée, copiée par Jean de Papeleu, vers 1317-1320, BNF, Fr.156-157[3]
- Bible historiale complétée, copiée par Jean de Papeleu, vers 1317-1320, Bibliothèque de l'Arsenal, ms. 5059[4]
- Bible historiale complétée, copiée par Jean de Papeleu, vers 1317-1320, British Library, Londres, Cotton Appendix V
- Miroir historial, BNF, Fr.316
- Recueil d'anciennes poésies françaises, BNF, Fr.12467